# 티티티테렛테 테레티티티~누구의 엉덩이~
〈티티티테렛테 테레티티티~누구의 엉덩이~〉(てぃーてぃーてぃーてれって てれてぃてぃてぃ 〜だれのケツ〜 티티티테렛테 테레티티티 ~다레노케츠~[*])는 부사이쿠의 2번째 싱글이다.

## 개요
부사이쿠의 캐릭터는 그대로, 더욱더 캐치해 무심코 흥얼거리고 싶어지는 "습관이 되는 악곡"!

## 수록곡

### 통상반
CD
1. てぃーてぃーてぃーてれって てれてぃてぃてぃ 〜だれのケツ〜 / 티티티테렛테 테레티티티 ~누구의 엉덩이~ [3:42]
작사·작곡·편곡: 나카이 상, 미야시타 형제
2. てぃーてぃーてぃーてれって てれてぃてぃてぃ 〜だれのケツ〜（カラオケ）

### 초회 한정반 A
CD
1. てぃーてぃーてぃーてれって てれてぃてぃてぃ 〜だれのケツ〜 / 티티티테렛테 테레티티티 ~누구의 엉덩이~
2. てぃーてぃーてぃーてれって てれてぃてぃてぃ 〜だれのケツ〜（カラオケ）

DVD
1. てぃーてぃーてぃーてれって てれてぃてぃてぃ 〜だれのケツ〜 (MUSIC VIDEO)
2. てぃーてぃーてぃーてれって てれてぃてぃてぃ 〜だれのケツ〜 (메이킹)

### 초회 한정반 B
CD
1. てぃーてぃーてぃーてれって てれてぃてぃてぃ 〜だれのケツ〜 / 티티티테렛테 테레티티티 ~누구의 엉덩이~
2. てぃーてぃーてぃーてれって てれてぃてぃてぃ 〜だれのケツ〜（カラオケ）

### 키스마이 SHOP 한정반
CD
1. てぃーてぃーてぃーてれって てれてぃてぃてぃ 〜だれのケツ〜 / 티티티테렛테 테레티티티 ~누구의 엉덩이~
2. てぃーてぃーてぃーてれって てれてぃてぃてぃ 〜だれのケツ〜（カラオケ）